# Aristide Briand
Aristide Briand (Nantes, 28 de marzo de 1862-París, 7 de marzo de 1932) fue un político francés, primer ministro durante la Tercera República, considerado uno de los precursores de la integración europea. En 1926 obtuvo el Premio Nobel de la Paz, junto al ministro de relaciones exteriores alemán Gustav Stresemann, por figurar ambos entre los impulsores de los Tratados de Locarno.
En septiembre de 1929 Briand pronunció su célebre discurso ante la Sociedad de las Naciones (SDN) en el que defendió la idea de una federación europea basada en la solidaridad, la prosperidad económica y la cooperación política y social. Este discurso fue bien recibido en Alemania. La Sociedad de Naciones encargó a Briand un memorando del proyecto, que Briand presentó en 1930 bajo el título, Memorando sobre la organización de un sistema de Unión Federal Europea. Sin embargo, la Gran Depresión y el ascenso de Adolf Hitler al poder en Alemania frenaron este tipo de iniciativas.
Tras el fin de la Segunda Guerra Mundial en Europa, Jean Monnet se inspiraría de las ideas de Briand para promover las bases de la actual Unión Europea.

## Biografía
Aristide Pierre Henri Briand provenía de una familia modesta. Nació en Nantes en el número 12 de la rue du Marchix  —en un barrio obrero—, en el hogar y lugar de trabajo de sus padres, Pierre-Guillaume Briand y Madeleine Bouchaud, posaderos. Antes de su matrimonio, Madeleine había sido lavandera en el Château de Blain, con el barón Clément de Lareinty.
Dos años después del nacimiento de Aristide, se trasladaron a Saint-Nazaire donde regentaron varios establecimientos, entre los que destaca "Le Grand Café". Regresaron a Nantes en 1894.
Tras haber sido alumno del colegio Saint-Nazaire, Aristide Briand ingresó en el liceo de Nantes (actual liceo Georges-Clemenceau) como estudiante becado. Después del bachillerato, comenzó a estudiar derecho y se convirtió en escribano cuando regresó a Saint-Nazaire. En 1886, se inscribió como abogado en prácticas en el colegio de abogados de esta ciudad portuaria, conoció a Fernand Pelloutier, figura del anarcosindicalismo y secretario de la Federación de Bolsas de Trabajo. Entonces decidió involucrarse en política y se hizo amigo de Eugène Couronné, ex tipógrafo, fundador y director del periódico La Démocratie de l'Ouest, quien le pidió su primer artículo real, fechado el 17 de agosto de 1884. Como director político del Oeste republicano, trabajó junto a los socialistas radicales.

## Trayectoria política
Fue elegido concejal municipal de Saint-Nazaire el 6 de mayo de 1888 y renunció el 22 de febrero de 1889. Luego hizo elegir a los “candidatos-trabajadores” dentro del primer municipio socialista de la ciudad.
Briand militó desde joven en el Partido Socialista, del que fue elegido secretario general en 1901. Diputado desde el año siguiente, escaño que ocupó hasta su muerte. Se opuso a las directrices de su partido por estar a favor de la participación de ministros socialistas en el gobierno, aunque este no fuera socialista. Por ello, en 1906, abandonó el partido para ocupar un cargo de ministro. Fue uno de los mayores políticos franceses de la Tercera República, numerosas veces ministro trabajó intensamente por la cooperación internacional, y se implicó en la construcción de la Sociedad de Naciones, firmando el Pacto de Locarno (1925) y el Briand-Kellogg (1928). Se reconoce como uno de los pioneros en las ideas de construir una Unión Europea.
Como ministro de exteriores francés compartió el Premio Nobel de la Paz de 1926 con su homólogo alemán Gustav Stresemann, en reconocimiento a su labor en la conclusión del Pacto de Locarno.

## Fallecimiento y funerales
Briand renunció a sus funciones gubernamentales sólo dos meses antes de su muerte, ocurrida el 7 de marzo de 1932 en el número 52 de la avenida Kléber. Tras una breve estancia en el cementerio de Passy, sus cenizas reposan desde el 3 de julio de 1932, en el pequeño cementerio de Cocherel, municipio de Houlbec-Cocherel (Eure), frente a un paisaje que amaba especialmente. La oración fúnebre la pronunció Édouard Herriot, presidente del Consejo.

## Integración europea
Tras la catástrofe de la Primera Guerra Mundial, pensadores y visionarios de una variedad de tradiciones políticas empezaron a plantear nuevamente la idea de una Europa unificada políticamente. A principios de la década de 1920, se fundaron (o refundaron) una serie de organizaciones internacionales para ayudar a los partidos políticos de ideas afines a coordinar sus actividades. Estos iban desde el Comintern (1919), a la Internacional Laborista y Socialista (1921) a la Entente Radical y Democrática de los partidos progresistas de centro-izquierda (1924), a la Internacional Verde de los partidos campesinos (1923), a la derecha Secretaría Internacional de Partidos Demócratas inspirados en el cristianismo (1925) Si bien el mandato de estas internacionales era global, el predominio de los partidos políticos de Europa significó que facilitaron la interacción entre los partidarios de una ideología determinada, a través de las fronteras europeas. Dentro de cada tradición política, surgieron voces que abogaban no solo por la cooperación de varios partidos nacionales, sino por la búsqueda de instituciones políticas a nivel europeo.
Entre los partidos liberal-democráticos, el de centro-izquierda francés emprendió varias iniciativas para agrupar partidos de ideas afines de los estados europeos. En 1927, el político francés Emil Borel, líder del Partido Radical de centro izquierda y fundador de la Internacional Radical, creó un Comité Francés de Cooperación Europea, y otros veinte países establecieron comités equivalentes. Sin embargo, siguió siendo una empresa de élite: el comité más grande, el francés, tenía menos de seiscientos miembros, dos tercios de los cuales eran parlamentarios. Dos primeros ministros franceses de centro izquierda fueron más lejos. En 1929, Aristide Briand pronunció un discurso en presencia de la Asamblea de la Sociedad de Naciones en el que propuso la idea de una federación de naciones europeas basada en la solidaridad y en la búsqueda de la prosperidad económica y la cooperación política y social. En 1930, a petición de la Liga, Briand presentó un Memorando sobre la organización de un sistema de Unión Federal Europea. Al año siguiente, el futuro primer ministro francés Édouard Herriot publicó su libro Los Estados Unidos de Europa. De hecho, ya existía un modelo para tal sistema, en la forma de la unión aduanera y monetaria belga y luxemburguesa de 1921.

## Obras
- La grève générale et la révolution, Le Havre, édition à bon marché, 1899
- La Séparation, Paris, édition Fasquelle, 2 volumes, 1908-1911. (1908 : Digitalisat (archive.org))
- La séparation des Églises et de l'État : rapport fait au nom de la Commission de la Chambre des Députés. (1905) Digitalisat)